# فرنسيسيلة تولارية
الفرنسيسيلة التولارية أو التولاريمية (بالإنجليزية: Francisella tularensis)‏  هي نوع من البكتيريا العصوية المكورة المسببة للأمراض، وهي بكتيريا هوائية سلبية الغرام،  غير متحركة، ولا تشكل أبواغ،  معروفة بكونها العامل المسبب لمرض التولاريمية، الذي يكون شكله الرئوي قاتلا إذا بقي دون علاج. وهي بكتيريا داخل خلوية مخيرة شديدة الحساسية، تتطلب عملة نموها وجود سيستئين.
نظرا لكون جرعة منخفضة منها يمكنها التسبب في العدوى، وأيضا لسهولة انتشاره عن طريق الهباء الجوي، وكذا ارتفاع حدتها، تم تصنيف الفرنسيسيلة التولارية من قبل الحكومة الأمريكية كعامل اختيار من المستوى الأول، إلى جانب عوامل محتملة أخرى للإرهاب البيولوجي لها القدرة على تشكيل تهديد خطير للصحة والسلامة العامة، على غرار اليرسينيا الطاعونية والعصوية الجمرية وفيروس الإيبولا.
عندما تكون في الطبيعة، يمكن للفرنسيسيلة التولارية البقاء على قيد الحياة لعدة أسابيع في ظل درجات حرارة منخفضة في جثث الحيوانات والتربة والمياه. أما في المختبر، فتظهر الفرنسيسيلة التولارية على شكل قضبان صغيرة (0.2 في 0.2 ميكرون)، حيث تنمو بشكل أفضل عند درجة حرارة تتراوح بين 35 و37 درجة مئوية. 

## النويعات
تم اكتشاف هذا النوع بحلول سنة 1911، عند السناجب الأرضية في مقاطعة تولير، كاليفورنيا؛ سرعان ما تم عزل الجرثومة التولارية من قبل جورج والتر مكوي (1952-1876) من المختبر الأمريكي للآفات في سان فرانسيسكو وتم الإبلاغ عنها 1912. بحلول سنة 1922، اكتشف الدكتور إدوارد فرانسيس (1957-1872)، وهو طبيب ممارس وباحث من ولاية أوهايو، اكتشف أن الجرثومة التولارية هي العامل المسبب لمرض التولاريمية، بعد دراسته لحالة عدد من مرضاه الذين كانو يعانون من أعراض هذا المرض. في وقت لاحق، أصبحت جرثومة التولارية  معروفة باسم الفرنسيسيلة التولارية، تكريما لاكتشاف الدكتور فرانسيس.
يمكن تصنيف الفرنسيسيلة التولاري إلى أربعة نويعات (أنوع حيوية؛ هي كالآتي:
1. الفرنسيسيلة التولارية من النوع A، الموجود بشكل أساسي في أمريكا الشمالية، وهو الأكثر فتكا من بين الأنواع الفرعية الأربعة المعروفة، حيث يرتبط هذا النوع بالتهابات رئوية قاتلة.
2. الفرنسيسيلة التولارية من النوع B، أو أيضا الفرنسيسيلة التولارية الشمال قطبية، التي توجد في الغالب في كل من أوروبا وآسيا. يتميز  هذا النوع بكونه نادرا ما يؤدي إلى حدوث مرض فتاك.
3. الفرنسيسيلة التولارية القَتولَية (المصنفة سابقا تحت اسم الفرنسيسيلة القتولية [9])، وهي سلالة غير ضارة نسبيا؛ تم توثيق حالتين فقط من مرض التولاريمية من أمريكا الشمالية منسوبة إلى هذا النويع، كان ذلك فقط عند أفراد يعانون من نقص المناعة الشديد.
4. الفرنسيسيلة التولارية الوسط أسيوية، كما يشير له اسمها، فقد وجدت أساسا في منطقة آسيا الوسطى؛ لا يعرف سوى القليل عن هذا النويع، حيث لم يتم حتى الآن تقييم قدرته على إصابة البشر بشكل واضح.

تمكن عالم البكتيريا السوفيتي فلاديمير دوروفيف وفريقه بحلول سنة 1938، من إعادة تكوين دورة العدوى الخاصة بهذه البكتيريا الممرضة عند البشر. كان فريقه هو الأول في العالم الذي يتخذ تدابير وقائية ضد هذا العامل المميت.
تمكن دوروفيف في سنة 1947 من عزل العامل الممرض الذي اكتشفه الدكتور فرانسيس في سنة 1922؛ لذلك، يتم عادة الإشارة لهذه البكتيريا باسم فرنسيسيلة دوروفيف في البلدان السوفيتية السابقة.
تشير المعطيات المتوفرة إلى أن أكثر تنوع وراثي عالمي معروف للفرنسيسيلة التولارية الشمال قطبية يوجد في السويد. وهذا يشير إلى أن هذه الأنواع الفرعية نشأت بالأصل في الدول الاسكندنافية وانتشرت من هناك إلى بقية المنطقة الأوروسيبيرية.

## التسبب بالمرض
تم الإبلاغ عن الإصابة ببكتيريا الفرنسيسيلة التولارية عند كل من الطيور والزواحف والأسماك، وكذا اللافقاريات والثدييات، بما في ذلك البشر. على الرغم من ذلك، لم تسجل أي حالة لانتقال عدوى التولاريمية من إنسان لآخر. بدلا من ذلك، تحدث كنتيجة لاتصال مباشر مع الحيوانات المصابة أو مع ناقلات مثل القراد والبعوض وذبابة الأيل. يمكن أن تشتمل الكائنات المضيفات الأخرى لهذا النوع البكتيري، أرنبيات الشكل (مثل الأرانب) والقوارض والطيور الدجاجية الشكل والأيل.
يمكن أن تحدث العدوى ببكتيريا الفرنسيسيلة التولارية عن طريق عدة طرق. حيث أن نقاط دخول هذه البكتيريا إلى الجسم تتراوح بين الدخول عن طريق الدم أو الجهاز التنفسي. مع ذلك، فإن وصول العدوى عن طريق ملامسة الجلد أكثر شيوعا، الشي الذي ينتج عنه تكون ما يسمى التولاريمية الغدية التقرحية (بالإنجليزية: ulceroglandular tularemia)‏. يؤدي استنشاق الفرنسيسيلة التولارية، وخاصة الفرنسيسيلة التولارية من النوع A، يؤدي إلى الإصابة بالتولاريمية الرئوية المميتة.
الفرنسيسيلة التولارية قادرة على البقاء على قيد الحياة لعدة أسابيع خارج أجسام مضيفيها من الثدييات، حيث تم العثور عليها حية في الماء، وعلى الأراضي العشبية وأكوام التبن. قد ينتج عن عملية التمشيط بالفرشاة أو قص العشب، تطاير هباء جوي يحتوي على هذه البكتيريا؛ كنتيجة لذلك، يمكن في بعض الأحيان أن يشار إلى مرض التولاريمية باسم «مرض جزازة العشب».  في هذا السياق، تظهر الدراسات الوبائية الحديثة المرتبطة وجود علاقة إيجابية تربط بين المهن التي تنطوي على الأنشطة المذكورة أعلاه وحدوث عدوى بالفرنسيسيلة التولارية.

### دورة الحياة
الفرنسيسيلة التولارية هي بكتيريا داخل خلوية اختيارية قادرة على إصابة معظم أنواع الخلايا، ولكنها تصيب بشكل أساسي  الخلايا البلعمية للكائن الحي المضيف. تدخل هذه البكتيريا إلى الخلايا البلعمية عن طريق عملية البلعمة، ليتم بعدها احتجازها داخل الخلية المصابة بواسطة الجسيم البلعمي. تنفصل الفرنسيسيلة التولارية عن هذا الجسيم البلعمي داخل السيتوسول، فتتكاثر بعدها وتنتشر بسرعة. تتعرض الخلية المصابة في نهاية المطاف، لعملية الاستماتة (الموت المبرمج)، الشئ الذي يؤدي إلى إطلاق البكتيريا الناتجة لتبدء بعدها دورات جديدة من العدوى.

### عوامل الفوعة
لا تزال آليات الإمراض الخاصة ببكتريا الفرنسيسيلة التولارية إلى غاية الآن غير محددة بشكل جيد. مثل غيرها من البكتيريا داخل خلوية التي تنفصل عن الجسيمات البلعومية لنسخ نفسها على مستوى العصارة الخلوية، تنتج ذرية الفرنسيسيلة التولارية الناتجة عوامل انحلال مختلفة، والتي يمكنها أن تسهل عملية تفسخ الجسيم البلعومي.  في هذا الجانب، تم التعرف على نشاط حالة دموية، يطلق عليه اسم "NlyA"، والذي يظهر على شكل تفاعل مناعي للجسم المضاد لـ"HlyA" للإشريكية القولونية عند الفرنسيسيلة التولاري القتولية.  تم العثور على حمض الفوسفاتاز AcpA عند البكتيريا الأخرى كحال دموي، في المقابل يبقى دور الفرنسيسيلة كعامل إمراض خاضعا لنقاش جدلي.
تحتوي الفرنسيسيلة التولارية على نظام إفراز من النوع السادس (T6SS)، موجود أيضا عند بعض أنواع البكتيريا الممرضة. كما تحتوي أيضا على عدد من بروتينات الكاسيت المعتمدة على الأدينوسين ثلاثي الفوسفات (نواقل إي بي سي)، والتي قد تكون هي الأخرى مرتبطة بإفراز عوامل إمراض. تستخدم بكتيري الفرنسيسيلة التولارية شعرات من النوع الرابع قصد الارتباط بالسطح الخارجي للخلية المضيفة وبالتالي تصبح بلعمية. تظهر السلالات الطافرة التي تفتقر إلى الشعرات في شكل بكتيرية مخفف الإمراضية لأقصى درجة.

## علم الوراثة
مثل العديد من البكتيريا الأخرى، تتكاثر الفرنسيسيلة التولارية لاجنسيا. حيث تنقسم البكتيريا الأم إلى خليتين ابنتيتين، تحتوي كل منهما على معلومات وراثية متطابقة. يمكن لحدوث طفرة أو لانتقال أفقي للجينات إحداث تغيير جيني على مستوى ذرية البكتيريا الناتجة.
بعد إجراء تسلسل لجينوم الفرنسيسيلة التولارية من السلالة SCHU4،  تبين أن عددا من مناطق ترميز الجين في جينوم الفرنسيسيلة التولارية قد تعطلت بسبب الطفرات، الشئ الذي خلق كتلا في عدد من المسارات الأيضية والتركيبية الضرورية للبقاء. وهو ما يشير إلى تطور هذه البكتيريا لكي تعتمد على الكائن الحي المضيف للحصول منه على العناصر الغذائية وغيرها من العمليات التي تتحكم بها عادة الجينات المتعطلة.
يحتوي جينوم الفرنسيسيلة التولارية على عناصر غير عادية شبيهة بالجينات القابلة للنقل التي تشبه نظيراتها الموجودة عادة عند الكائنات حقيقية النواة.

## الاستخدام في الحرب البيولوجية
عندما انتهى برنامج الحرب البيولوجية الأمريكي بحلول سنة1969، كان الفرنسيسيلة التولارية واحدة من بين سبعة أسلحة بيولوجية موحدة تم تطويرها في إطاره.

## التشخيص والعلاج والوقاية

### التشخيص
يتم تشخيص الإصابة بعدوى بكتيريا الفرنسيسيلة التولارية من قبل الأطباء بناء على الأعراض التي تظر على المريض وتاريخه المرضي وأيضا بعد إجراء تصوير تشخيصي ودراسات مختبرية.

### العلاج
لعلاج مرض التولاريمية الذي تتسبب به بكتيريا الفرنسيسيلة التولارية، يتم الاستعانة بطريقة العلاج بمضادات حيوية من قبيل الغليكوزيدات الأمينية أو التتراسكلين أو الفلوروكينولونات. في هذا الجانب، تم اقتراح حوالي 15 بروتينا يمكن أن يسهل عملية تصميم العقاقير واللقاحات.

### الوقاية
تشمل الإجراءات الوقائية منع لدغات القراد والذباب والبعوض؛ الحرص على طهي جميع أنواع الطرائد بشكل جيد؛ تجنب شرب المياه غير المعالجة؛ استخدام طارد الحشرات؛ في حالة التعامل مع مستعمرات الفرنسيسيلة التولارية في المختبر، يجب الحرص على ارتداء ثوب، وقفازات مضادة للماء، بالإضافة إلى قناع لحماية العين. بالإضافة إلى ذلك، وفي حالة العاملين في المختبرات، هناك لقاح حي مخفف يمكن اعطاءه للأشخاص المعرضين بدرجة عالية  لهذه البكتيريا.